# Kázmér Pacséri
Kázmér Pacséri (ur. 25 lutego 1930 w Budapeszcie, zm. 25 kwietnia 2013 tamże) – węgierski szermierz, czterokrotny medalista mistrzostw świata.
Podczas mistrzostw świata w Rzymie w 1955 roku Węgrzy w składzie: Mihály Fülöp, József Gyuricza, József Marosi, Kázmér Pacséri, Bertalan Szöcs i Endre Tilli zdobyli srebrny medal we florecie drużynowym. W tej samej konkurencji zdobywał następnie srebrne medale na mistrzostwach świata w Turynie (1961) i mistrzostwach świata w Buenos Aires (1962) oraz brązowy na mistrzostwach świata w Budapeszcie (1959).
Nigdy nie wziął udziału w igrzyskach olimpijskich.
Po zakończeniu kariery był działaczem sportowym i trenerem.